# Windows Explorer
== Introducere sumativă ==
Explorer, cunoscut anterior ca Windows Explorer, este o aplicație de gestionare a fișierelor și un mediu desktop implicit, care este inclus cu versiunile sistemului de operare Microsoft Windows începând cu Windows 95. Acesta oferă o interfață grafică pentru utilizator pentru accesarea sistemelor de fișiere, precum și elemente ale interfeței cu utilizatorul, cum ar fi bara de activități și desktop.
Aplicația a fost redenumită din „Windows Explorer” în „File Explorer” în Windows 8.1; cu toate acestea, vechiul nume de „Windows Explorer” poate fi încă văzut în Windows Task Manager.
| | |
| File Explorer pe Windows 11 ,cu modul Light App,arătând foldere speciale în tabul Home, cu noul "command bar" și caracteristica de tab-uri. https://upload.wikimedia.org/wikipedia/en/0/07/Windows_File_Explorer_25.png | |
| Dezvoltator(i) | Microsoft |
| Lansare inițială | August 15, 1995; acum 28 de ani |
| Lansare stabilă | 23H2 (10.0.22631.3593) (Mai 14, 2024; acum 16 zile) [±] |
| Lansări "Preview" | Lansare canalul "Preview" 24H2 (10.0.26100.712) (Mai 22, 2024; acum 8 zile) [±] Canalul Beta 23H2 (10.0.22635.3646) (Mai 23, 2024; acum 7 zile ) [±] Canalul Dezvoltatori(Dev) 24H2 (10.0.26120.670) (Mai 17, 2024; acum 13 zile) [±] Canalul Canar(Canary) 24H2 (10.0.26217.5000) (Mai 15, 2024; acum 15 zile) [±] |
| Inclus cu | Windows 95 și mai târziu |
| Predecesor | Program Manager, File Manager |
| Tip | Shell, file manager |

## Prezentare generală
Windows Explorer a fost inclus pentru prima dată în Windows 95 ca înlocuitor pentru File Manager, care a venit cu toate versiunile de sisteme de operare Windows 3.x. Explorer putea fi accesat făcând dublu clic pe noua pictogramă My Computer de pe desktop sau lansat din noul meniu Start care a înlocuit Managerul de programe anterior. Există, de asemenea, o combinație de taste de comandă rapidă: tasta Windows+E. Versiunile succesive de Windows (și în unele cazuri, Internet Explorer) au introdus noi caracteristici și capabilități, au eliminat alte caracteristici și, în general, au progresat de la a fi un simplu instrument de navigare a sistemului de fișiere într-un sistem de gestionare a fișierelor bazat pe sarcini.
În timp ce „Windows Explorer” sau „File Explorer” este un termen folosit cel mai frecvent pentru a descrie aspectul de gestionare a fișierelor al sistemului de operare, procesul Explorer găzduiește și funcționalitatea de căutare a sistemului de operare și asocierile tipului de fișiere (pe baza extensiilor de nume de fișiere) și este responsabil pentru afișarea pictogramelor de pe desktop, a meniului Start, a barei de activități și a panoului de control. În mod colectiv, aceste caracteristici sunt cunoscute sub numele de shell Windows.
File Explorer este interfața de utilizator implicită pentru accesarea și gestionarea sistemelor de fișiere, dar este posibil să efectuați astfel de sarcini pe Windows fără File Explorer. De exemplu, opțiunea de meniu File ▸ Run din Task Manager pe Windows NT sau o versiune ulterioară funcționează independent de File Explorer, la fel ca și comenzile care rulează într-o fereastră de prompt de comandă.
După ce un utilizator se conectează, procesul de explorare este creat de procesul userinit. Userinit efectuează o anumită inițializare a mediului de utilizator (cum ar fi rularea scriptului de conectare și aplicarea politicilor de grup) și apoi caută în registru valoarea Shell și creează un proces pentru a rula shell-ul definit de sistem – implicit Explorer.exe. Apoi Userinit iese. Acesta este motivul pentru care Explorer.exe este afișat de diverși exploratori de procese fără părinte - părintele său a ieșit.

## Istorie

### Windows 95
În 1995, Microsoft a lansat pentru prima dată versiuni de testare ale unei reîmprospătări shell, numite Shell Technology Preview, și adesea denumite informal „NewShell”. Actualizarea a fost concepută pentru a înlocui shell-ul bazat pe Windows 3.x Program Manager/File Manager cu Windows Explorer. Lansarea a furnizat capabilități destul de asemănătoare cu cele ale shell-ului Windows „Chicago” (nume de cod pentru Windows 95) în timpul fazelor sale târzii beta, totuși a fost intenționat să nu fie altceva decât o versiune de testare.Au existat două versiuni publice ale Shell Technology Preview, puse la dispoziția utilizatorilor MSDN și CompuServe: 26 mai 1995 și 8 august 1995. Ambele au avut versiuni Windows Explorer 3.51.1053.1. Programul Shell Technology Preview nu a văzut niciodată o versiune finală sub NT 3.51. Întregul program a fost mutat către grupul de dezvoltare Cairo, care a integrat în cele din urmă noul design shell în codul NT odată cu lansarea NT 4.0 în iulie 1996.

### Windows 98 și Windows Desktop Update
Odată cu lansarea Windows Desktop Update (împachetat cu Internet Explorer 4 ca componentă opțională și inclus în Windows 98), Windows Explorer a devenit „integrat” cu Internet Explorer, mai ales prin adăugarea de săgeți de navigare (înapoi și înainte) pentru deplasarea între directoarele vizitate recent, precum și meniul Favorite din Internet Explorer.
O bară de adrese a fost, de asemenea, adăugată în Windows Explorer, pe care un utilizator ar putea introduce direct căile directoarelor și poate fi dus în acel folder.
O altă caracteristică bazată pe tehnologia Internet Explorer au fost folderele personalizate. Astfel de foldere conțineau o pagină web ascunsă care controla modul în care Windows Explorer afișa conținutul pliului.

### Windows 2000 și ME
Vizualizarea folderelor „în stil web”, cu panoul din stânga Explorer afișând detalii pentru obiectul selectat în prezent, este activată în mod implicit. Pentru anumite tipuri de fișiere, cum ar fi imagini și fișiere media, în panoul din stânga este afișată și o previzualizare.Windows 2000 Explorer a prezentat un player media interactiv ca vizualizator pentru fișierele audio și video. Cu toate acestea, un astfel de vizualizator poate fi activat în Windows ME prin utilizarea șabloanelor de personalizare a folderelor.Windows Explorer în Windows 2000 și Windows ME permite vizualizatoare personalizate de miniaturi și handlere de informații despre instrumente. Indicatorul implicit al fișierului afișează titlul fișierului, autorul, subiectul și comentariile;aceste metadate pot fi citite dintr-un flux NTFS special, dacă fișierul se află pe un volum NTFS, sau dintr-un flux COM Structured Storage, dacă fișierul este un document de stocare structurat. Toate documentele Microsoft Office de la Office 95 folosesc stocarea structurată, astfel încât metadatele lor pot fi afișate în indicația implicită a Windows 2000 Explorer. Comenzile rapide ale fișierelor pot stoca, de asemenea, comentarii care sunt afișate ca un sfat explicativ atunci când mouse-ul trece peste comanda rapidă.
Panoul din dreapta, care de obicei listează doar fișiere și foldere, poate fi, de asemenea, personalizat. De exemplu, conținutul folderelor de sistem nu este afișat în mod implicit, ci afișează în panoul din dreapta un avertisment pentru utilizator că modificarea conținutului folderelor de sistem ar putea dăuna computerului său. Este posibil să definiți panouri suplimentare de Explorer utilizând elemente DIV în fișierele șablon de folder.Această caracteristică a fost abuzată de virușii informatici care au folosit scripturi rău intenționate, applet-uri Java sau comenzi ActiveX în fișierele șablon de folder ca vector de infecție. Doi astfel de viruși sunt VBS/Roor-C și VBS.Redlof.a.
Alte elemente ale Explorer UI care pot fi personalizate includ coloane în vizualizarea „Detalii”, suprapuneri de pictograme și furnizori de căutare: noul panou de căutare bazat pe DHTML este integrat în Windows 2000 Explorer, spre deosebire de dialogul de căutare separat găsit în toate versiunile anterioare ale Explorer.
Au fost adăugate capabilități de căutare, oferind căutări în text integral ale documentelor, cu opțiuni de filtrare în funcție de dată (inclusiv intervale arbitrare precum „modificat în ultima săptămână”), dimensiune și tip de fișier. Serviciul de indexare a fost, de asemenea, integrat în sistemul de operare, iar panoul de căutare încorporat în Explorer permite căutarea fișierelor indexate de baza sa de date.A fost adăugată și posibilitatea de a personaliza butoanele standard.

### Windows XP
Au fost aduse modificări semnificative în Windows Explorer în Windows XP, atât vizual, cât și funcțional. Microsoft s-a concentrat în special pe a face Explorer mai ușor de descoperit și bazat pe sarcini, precum și pe adăugarea mai multor caracteristici noi pentru a reflecta utilizarea în creștere a unui computer ca hub digital.
Windows Explorer din Windows Server 2003 conține toate aceleași caracteristici ca și Windows XP, dar panourile de activități și însoțitorul de căutare sunt dezactivate în mod implicit.
Panoul de activitate
Panoul de activități este afișat în partea stângă a ferestrei în loc de vizualizarea tradițională a arborelui folderelor. Acesta prezintă utilizatorului o listă de acțiuni și destinații comune care sunt relevante pentru directorul sau fișierele curente selectate. De exemplu, atunci când într-un director care conține în mare parte imagini, este afișat un set de „sarcini de imagine”, oferind opțiunile de a afișa aceste imagini sub formă de prezentare de diapozitive, de a le tipări sau de a intra online pentru a comanda printuri. În schimb, un folder care conține fișiere muzicale ar oferi opțiuni pentru a reda acele fișiere într-un player media sau pentru a intra online pentru a cumpăra muzică. Windows XP avea o bară media, dar a fost eliminată cu SP1. Media Bar a fost disponibilă numai cu Windows XP RTM.
Fiecare folder are, de asemenea, „Activități de fișiere și foldere”, oferind opțiuni pentru a crea dosare noi, a partaja un folder în rețeaua locală, a publica fișiere sau foldere pe un site web și alte sarcini comune, cum ar fi copierea, redenumirea, mutarea și ștergerea fișierelor sau folderelor . Tipurile de fișiere care s-au identificat ca fiind imprimabile au, de asemenea, o opțiune listată pentru a imprima fișierul.
Sub „Alte locații” se află un panou „Detalii” care oferă informații suplimentare – de obicei dimensiunea și data fișierului, dar în funcție de tipul fișierului, o previzualizare în miniatură, autor, dimensiunile imaginii sau alte detalii.
Butonul „Foldere” din bara de instrumente Windows Explorer comută între vizualizarea tradițională a dosarelor și panoul de activități. Utilizatorii pot scăpa de panoul de activități sau îl pot restaura utilizând secvența: Instrumente – Opțiuni folder – General – Afișare sarcini comune/Utilizare foldere Windows Classic.
Companioni
Microsoft a introdus „Search Companions” animat în încercarea de a face căutarea mai captivantă și mai prietenoasă; personajul implicit este un cățel numit Rover (folosit anterior în Microsoft Bob), cu alte trei personaje (Merlin magicianul, Earl surferul și Courtney) disponibile. Acești însoțitori de căutare folosesc aceeași tehnologie ca și Asistentii Office de la Microsoft Office, încorporând chiar „trucuri” și efecte sonore, și pot fi utilizați ca Asistenți Office dacă fișierele lor sunt copiate în folderul C:\Windows\msagent\chars.
Capacitatea de căutare în sine este destul de asemănătoare cu Windows ME și Windows 2000, cu un plus important: Căutarea poate fi, de asemenea, instruită să caute numai fișiere care sunt categorice „Documente” sau „Imagini, muzică și video”; această caracteristică este de remarcat în mare parte din cauza modului în care Windows determină ce tipuri de fișiere pot fi clasificate în aceste categorii. Pentru a menține o listă relevantă de tipuri de fișiere, Windows Explorer se conectează la Microsoft și descarcă un set de fișiere XML care definesc care sunt aceste tipuri de fișiere. Search Companion poate fi dezactivat în favoarea panoului de căutare clasic utilizat în Windows 2000 utilizând applet-ul Tweak UI de la Microsoft PowerToys pentru Windows XP sau prin editarea manuală a registrului.
Manipularea imaginilor
Windows XP îmbunătățește previzualizarea imaginii în Explorer, oferind o vizualizare Filmstrip. Butoanele „Înapoi” și „Anterior” facilitează navigarea prin imagini, iar o pereche de butoane „Rotire” oferă o rotație de 90 de grade în sensul acelor de ceasornic și în sens invers acelor de ceasornic (cu pierderi) a imaginilor. Pe lângă modul de vizualizare Filmstrip, există un mod „Miniaturi”, care afișează imagini de dimensiunea miniaturii în dosar. Un dosar care conține imagini va afișa, de asemenea, miniaturile a patru dintre imaginile din acel dosar suprapuse peste o pictogramă de folder mare.
Publicare web

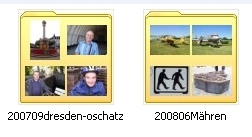
Miniaturi din Windows XP

Site-urile web care oferă servicii de găzduire a imaginilor pot fi conectate la Windows Explorer, pe care utilizatorul îl poate folosi pentru a selecta imaginile de pe computerul său și pentru a le încărca corect, fără a avea de-a face cu soluții relativ complexe care implică FTP sau interfețe web.
Alte modificări
  Explorer a câștigat capacitatea de a înțelege metadatele unui număr de tipuri de fișiere. De exemplu, cu imagini de la o cameră digitală, informațiile Exif pot fi vizualizate, atât în paginile Proprietăți pentru fotografia în sine, cât și prin coloane suplimentare opționale Vizualizare detalii.
  A fost adăugat un mod de vizualizare Tile, care afișează pictograma fișierului într-o dimensiune mai mare (48 × 48) și plasează numele fișierului, tipul descriptiv și informații suplimentare (de obicei dimensiunea fișierului pentru fișierele de date și numele editorului pentru aplicații) La dreapta.
  Vizualizarea Detalii a prezentat și o opțiune suplimentară numită „Afișare în grupuri” care permite Explorer-ului să-și separe conținutul prin titluri în funcție de câmpul care este utilizat pentru sortarea articolelor.
  Bara de activități poate fi blocată pentru a preveni mutarea accidentală.
   Windows Explorer a câștigat și capacitatea de a inscripționa CD-uri și discuri DVD-ROM în Windows XP.
   Abilitatea de a crea și deschide fișiere ZIP, numite „dosare comprimate”, care este un fișier care conține alte fișiere.
   Abilitatea de a deschide fișiere Cabinet (.cab), un alt tip de fișier care conține alte fișiere.
   Dacă un fișier .HTM sau .HTML este copiat sau mutat, folderul sufix _files însoțitor este copiat sau mutat în mod automat în el.
Fișierele ZIP și CAB sunt integrate în interfața cu utilizatorul, astfel încât să poată fi răsfoite ca și cum ar fi foldere obișnuite. Având în vedere că fișierele conținute în fișierele ZIP nu pot fi deschise direct, acestea sunt extrase automat într-o locație temporară și lansate cu programul asociat din locația temporară atunci când sunt deschise, pentru a face apariția că fișierul ZIP este un director real.

### Windows 7 și Windows Server 2008 R2
Biblioteci

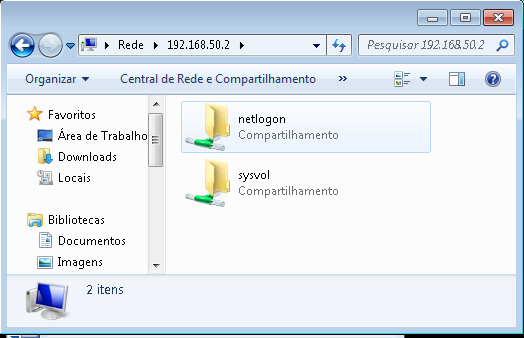
Windows Explorer în Windows 7,folosind tema Basic,specifică lui Windows 7,Server 2008 R2,Server 2008 și Windows Vista(SP1 și SP2)

Windows Explorer în Windows 7 și Windows Server 2008 R2 acceptă biblioteci, foldere virtuale descrise într-un fișier .library-ms care agregează conținut din diferite locații – inclusiv foldere partajate pe sistemele în rețea dacă folderul partajat a fost indexat de sistemul gazdă – și prezintă ei într-o perspectivă unificată. Căutarea într-o bibliotecă federalizează automat interogarea către sistemele de la distanță, pe lângă căutarea pe sistemul local, astfel încât să fie căutate și fișierele de pe sistemele de la distanță. Spre deosebire de folderele de căutare, bibliotecile sunt susținute de o locație fizică care permite salvarea fișierelor în biblioteci. Astfel de fișiere sunt salvate în mod transparent în folderul fizic de rezervă. Locația de salvare implicită pentru o bibliotecă poate fi configurată de utilizator, la fel ca aspectul implicit de vizualizare pentru fiecare bibliotecă. Bibliotecile sunt în general stocate în folderul special al bibliotecilor, ceea ce le permite să fie afișate în panoul de navigare.
În mod implicit, un nou cont de utilizator în Windows 7 conține patru biblioteci, pentru diferite tipuri de fișiere: Documente, Muzică, Imagini și Videoclipuri. Acestea sunt configurate pentru a include folderele de profil ale utilizatorului pentru aceste tipuri de fișiere respective, precum și folderele publice corespunzătoare ale computerului.
Pe lângă agregarea mai multor locații de stocare, Bibliotecile activează Vizualizări de aranjament și Sugestii de filtre de căutare. Vizualizările de aranjament permit utilizatorilor să-și pivoteze vizualizările asupra conținutului bibliotecii pe baza
pe metadate. De exemplu, selectarea vizualizării „După lună” din biblioteca Imagini va afișa fotografiile în stive, unde fiecare stivă reprezintă o lună de fotografii în funcție de data la care au fost realizate. În biblioteca Muzică, vizualizarea „După artist” va afișa stive de albume de la artiștii din colecțiile lor, iar răsfoirea într-o stivă de artist va afișa apoi albumele relevante.
Sugestiile de filtru de căutare sunt o nouă caracteristică a casetei de căutare a Windows 7 și Windows Server 2008 R2 Explorer. Când utilizatorul face clic în caseta de căutare, sub acesta apare un meniu care arată căutările recente, precum și filtrele de sintaxă avansată de interogare pe care utilizatorul le poate introduce. Când este selectat unul (sau introdus manual), meniul se va actualiza pentru a afișa valorile posibile după care să se filtreze pentru acea proprietate, iar această listă se bazează pe locația curentă și pe alte părți ale interogării deja introduse. De exemplu, selectând filtrul „etichete” sau tastând „etichete:” în caseta de căutare va afișa lista cu valorile posibile ale etichetelor care vor returna rezultate ale căutării.
Metadatele scrise în fișier, implementate în Vista, sunt utilizate și în Windows 7. Acest lucru poate duce uneori la timpi lungi de așteptare pentru afișarea conținutului unui folder. De exemplu, dacă un folder conține multe fișiere video mari care însumează sute de gigaocteți, iar panoul Window Explorer este în modul de vizualizare Detalii afișând o proprietate conținută în metadate (de exemplu, Data, Lungimea, Înălțimea cadrului), Windows Explorer ar putea fi nevoit să caute conținutul întregului fișier pentru metadate. Unele fișiere deteriorate pot provoca, de asemenea, o întârziere prelungită. Acest lucru se datorează faptului că informațiile despre metadate pot fi plasate oriunde în fișier, la început, la mijloc sau la sfârșit, necesitând o căutare a întregului fișier. Întârzieri lungi apar și la afișarea conținutului unui folder cu multe tipuri diferite de pictograme de program. Pictograma este conținută în metadate. Unele programe provoacă activarea unei scanări de viruși la preluarea informațiilor pictogramei din metadate, producând astfel o întârziere lungă.
Vizualizările de aranjament și Sugestiile de filtru de căutare sunt caracteristici bazate pe baze de date care necesită ca toate locațiile din Bibliotecă să fie indexate de serviciul de căutare Windows. Locațiile discurilor locale trebuie să fie indexate de către indexorul local, iar Windows Explorer va adăuga automat locații la domeniul de indexare atunci când acestea sunt incluse într-o bibliotecă. Locațiile de la distanță pot fi indexate de către indexator pe un alt computer Windows 7 și Windows Server 2008 R2, pe un computer Windows care rulează Windows Search 4 (cum ar fi Windows Vista sau Windows Home Server) sau pe un alt dispozitiv care implementează interogarea la distanță MS-WSP protocol.
Căutare federată
Windows Explorer acceptă, de asemenea, federarea căutării către surse de date externe, cum ar fi baze de date personalizate sau servicii web, care sunt expuse pe web și descrise printr-o definiție OpenSearch. Descrierea locației federate (numită Conector de căutare) este furnizată ca fișier .osdx. Odată instalată, sursa de date devine interogabilă direct din Windows Explorer. Funcțiile Windows Explorer, cum ar fi previzualizările și miniaturile, funcționează și cu rezultatele unei căutări federate.

### Windows 8.1 și Windows Server 2012 R2
Managerul de fișiere pe Windows 8.1 și Windows Server 2012 R2 este redenumit File Explorer și introduce noi caracteristici, cum ar fi o interfață reproiectată care încorporează o bară de instrumente tip "Ribbon" și un dialog de operare a fișierelor reproiectat care afișează progresul mai detaliat și permite întreruperea și reluarea operațiunilor cu fișiere. Panoul de detalii din Windows Vista și 7 a fost eliminat și înlocuit cu un panou mai îngust, fără pictograme și mai puține coloane de detalii. Dar alte detalii sunt afișate prin trecerea cursorului peste numele fișierului.

### Windows 10 și Windows Server 2022
Pictogramele File Explorer au fost reproiectate pentru a se potrivi cu tematica mai simplă și mai simplă a Windows 10 în ansamblu. Căptușeala chenarului ferestrei este mai subțire decât versiunile anterioare. Windows 10 Creators Update și versiunile ulterioare vin cu un nou Universal File Explorer (cunoscut și sub numele de UWP File Explorer). Deși este ascunsă, poate fi deschisă prin crearea unei comenzi rapide care indică către „explorer shell:AppsFolder\c5e2524a-ea46-4f67-841f-6a9465d9d515_cw5n1h2txyewy!App”.Un mod întunecat pentru potrivire a fost adăugat la 2018. teme similare disponibile pentru alte aplicații Windows încorporate.

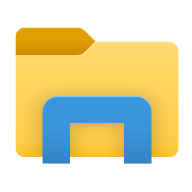
Iconița File Explorer în Windows 10 22H2

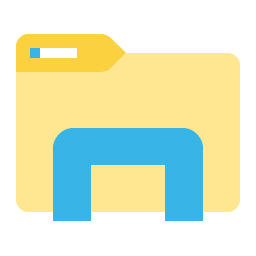
Pictograma(iconița) File Explorer în Windows 10 RTM.

### Windows 11

File Explorer în Windows 11,folosing tema întunecată,stil "Modern" UI

În Windows 11, File Explorer a suferit modificări semnificative în interfața de utilizare, interfața Ribbon datând din Windows 7 fiind reproiectată într-o bară de comandă. Transluciditatea, umbrele și geometria rotunjită au fost, de asemenea, adăugate, în urma noului sistem Fluent Design al Microsoft. În martie 2022, Microsoft a introdus reclame în File Explorer, dar mai târziu a declarat că acestea „nu erau destinate să fie publicate extern” după o acoperire media negativă semnificativă.[0]
- File explorer,în limba Engleză

- Sulivan Kent(dezvoltator al echipei de UI a SO-ului Windows 95)

- "Cum să personalizați vizualizările Explorer în Windows XP"
- 0.Reclame File Explorer Windows 11,documentație